# 印度尼西亞鐵路
印度尼西亞鐵路公司（簡稱印尼鐵路）是印度尼西亞營運國家鐵路的營運商。鐵路完全由政府持有並向政府支付軌道通行費。子公司包括大雅加達地區通勤鐵路的營運商印度尼西亞通勤鐵路（於2008年8月14日成立）、機場聯絡軌道系統營運商印度尼西亞機場鐵路等。